# T. B. Andre
T. B. Andre war ein britischer Automobilhersteller, der zwischen 1933 und 1934 in London existierte. Der Markenname lautete Andre oder André.
Es entstanden nur sechs Exemplare des Andre. Der Wagen war allerdings technisch sehr interessant: Als erstes britisches Automobil besaß er einen Plattformrahmen und eine Querblattfeder vorne. Der kleine Roadster V6 Sports war mit einem luftgekühlten V2-Motor von J.A.P. mit 728 cm³ Hubraum ausgestattet, der 28 PS leistete.